# The Runaways
Pour les articles homonymes, voir Runaway.
The Runaways est un groupe féminin américain de rock, originaire de Los Angeles, en Californie. Le groupe n'est actif que pendant quatre ans durant la seconde moitié des années 1970.

## Historique

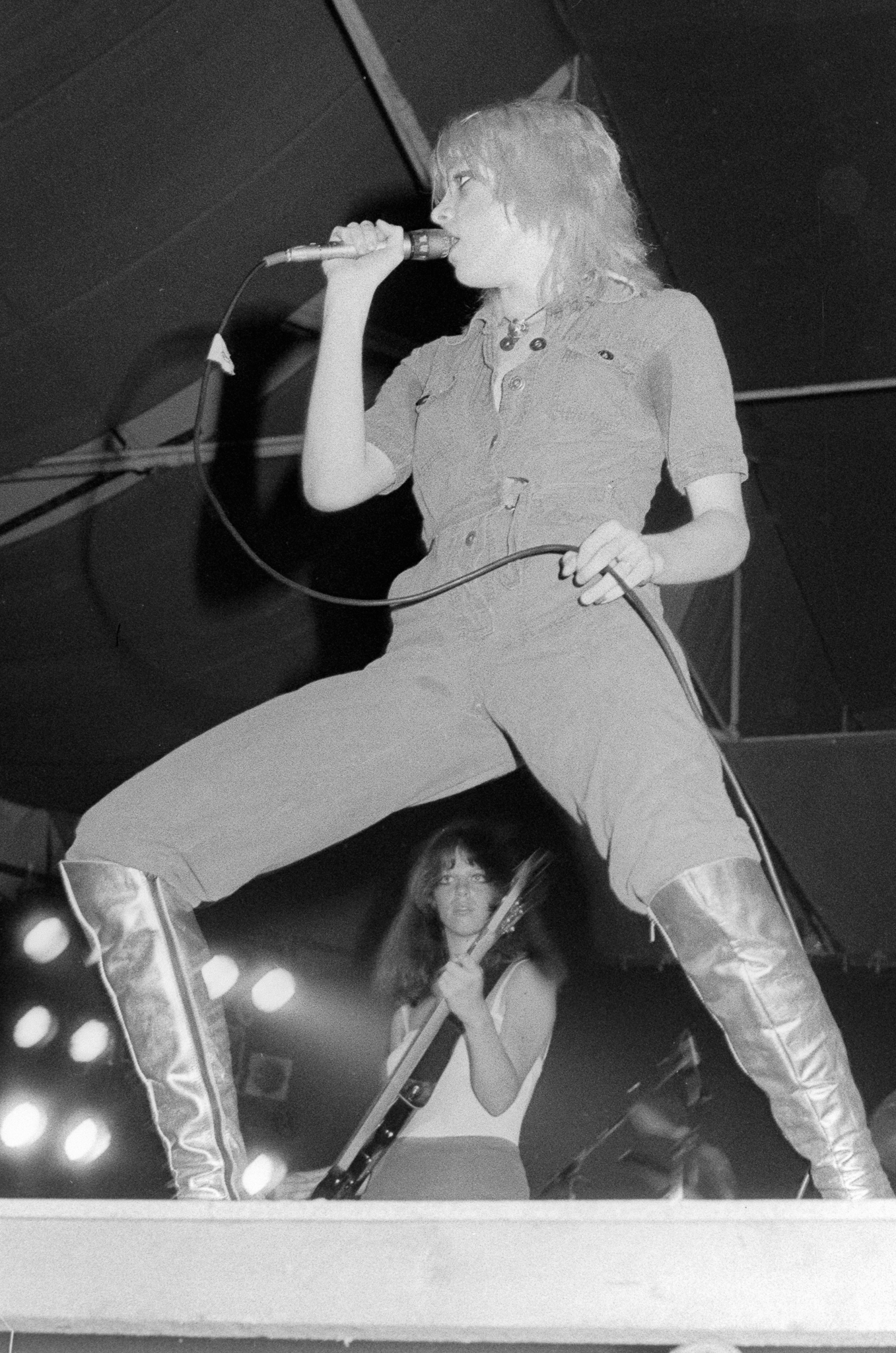
Cherie Currie chanteuse du groupe.

The Runaways est formé vers 1975 à Los Angeles, aux États-Unis, par Joan Jett et Sandy West. Peu après, les Runaways recrutent Cherie Currie, une adolescente blonde de seize ans qui devient la chanteuse du groupe, produit par Kim Fowley.
Joan Jett et Kim Fowley composent pour elle en 1976 le simple Cherry Bomb, qui sera leur titre le plus connu et deviendra l'emblème du groupe.
Kim Fowley leur décroche un gros contrat chez Mercury Records et elles enregistrent leur premier album dans la foulée. Il est composé de dix chansons, souvent très courtes, très rock et glam rock, dont une reprise de Rock and Roll du groupe Velvet Underground. C'est Nigel Harrison, futur bassiste de Blondie, qui joue à la place de Jackie Fox. Le groupe entame aussitôt une tournée dans tout le pays. Les Runaways cultivent une attitude volontairement trash et provocante.
Après le deuxième album studio, Queens of Noise, elles tournent dans le monde entier. Elles nouent des liens avec les scènes punk de New York et de Londres. Ce groupe préfigure musicalement des phénomènes comme L7, Girlschool ou The Donnas, même si le type de gestion évoque plutôt Malcolm McLaren (Sex Pistols).
Vicki Blue quitte le groupe à cause de problèmes de santé et est brièvement remplacée par Laurie McAllister en novembre 1978. Des désaccords au sein du groupe concernant le style musical font surface ; Joan Jett voulait passer au punk rock/glam rock tandis que Lita Ford et Sandy West voulaient continuer dans la lignée hard rock/heavy metal. Aucun accord ne sera trouvé. Finalement, le groupe effectue son dernier concert au réveillon du Nouvel An 1978 au Cow Palace, près de San Francisco, et se sépare officiellement en avril 1979.
À la suite de cette formation entre hard rock et punk rock, Joan Jett, à qui l’on doit la reprise I Love Rock 'n' Roll de The Arrows, et la chanteuse et guitariste de heavy metal Lita Ford poursuivent par la suite des carrières solos, tandis que Sandy West (décédée d'un cancer en 2006) fonde, entre autres, The Sandy West Band. Après avoir quitté les Runaways, Cherie Currie joue dans le film Foxes (Ça plane les filles) aux côtés de Jodie Foster, avant de devenir sculptrice à la tronçonneuse.

## Postérité
The Runaways sont notamment reconnues au Japon, comme l'atteste leur album Live in Japan sorti en 1977. La même année, leur titre Cherry Bomb atteint la dixième place au classement japonais Oricon, chose rare pour un groupe étranger.
Le film The Runaways, réalisé par Floria Sigismondi, est sorti le 15 septembre 2010 et est axé principalement sur la vie de Cherie Currie. Cette dernière est représentée à l'écran par Dakota Fanning (La Guerre des mondes), accompagnée par Kristen Stewart (Twilight, chapitre I : Fascination) dans le rôle de Joan Jett et Michael Shannon (Les Noces rebelles) dans le rôle de Kim Fowler, .

## Membres

### Anciens membres
- Joan Jett – guitare rythmique (avant 1979), guitare solo (1975), chœurs chant (avant 1977 ; 1978), chant (depuis 1977), basse (1977, 1979)
- Sandy West – batterie, percussions, chœurs chant (1975–1979, décédée en 2006) ; chant (1978)
- Michael Steele – chant, basse (1975)
- Lita Ford – guitare solo, chœurs chant (depuis 1975), guitare rythmique (1977, 1979), chant (1978), basse (1975, 1978)
- Peggy Foster – basse (1975)
- Paul Goldwin – chant (1975)
- Cherie Currie – chant (1975–1977), tambourin, percussions (1977)
- Jackie Fox – basse, chœurs, chant (1975–1977), guitare solo (1975)
- Victory Tischler-Blue (Vicki Blue) – basse, chœurs chant (1977–1978)
- Laurie McAllister – basse (1978–1979, décédée en 2011)

### Membres de session
- Rodney Bingenheimer – orchestration (sur The Runaways) (1976)
- Duane Hitchings – claviers (sur And Now... The Runaways) (1978)